# Efe Odigie
Efe Uwadiae-Odigie, né le 17 octobre 1989 à Brooklyn (New York), est un joueur de basket-ball américano-nigerian.
Il évolue aux postes d'ailier fort et de pivot.

## Carrière
Durant la saison 2013-2014, il prend la deuxième place du play-out avec le Stade nabeulien. En coupe de Tunisie, son équipe est éliminée en quarts de finale contre Ezzahra Sports (56-52) à Ezzahra.
En mars 2014, lors des derniers matchs de la saison du championnat tunisien, il signe pour un mois avec le club mexicain du Garra Cañera de Navolato évoluant dans le championnat de la côte pacifique du Mexique (CIBACOPA).
Au terme de la saison 2014-2015, il prend la cinquième place du play-off et ne se qualifie pas pour le super play-off du championnat avec le Stade nabeulien. En coupe de Tunisie, son équipe est éliminée en demi-finale contre le Club africain à Tunis (77-58).
Lors de la saison 2015-2016, il joue la première phase du championnat avec le Stade nabeulien. En janvier 2016, il rejoint l'Union sportive monastirienne pour prendre la place du deuxième joueur étranger. Avec sa nouvelle équipe, il perd la finale de la coupe de Tunisie 2015-2016 contre l'Étoile sportive du Sahel (74-72 a.p.) ; il joue durant les 45 minutes du match et marque treize points. Durant le championnat, son équipe, qui termine troisième du play-off, est éliminée en demi-finale du super play-off face au Club africain (59-55 à Tunis et 84-88 à Monastir).
Durant la saison 2016-2017, il remporte le poule B de la saison régulière et prend la deuxième place du play-off avec l'Étoile sportive du Sahel. Cependant, il perd la finale du championnat contre l'Étoile sportive de Radès en deux matchs (79-61 à Radès et 72-83 à Sousse) ; il marque cinq points à l'aller et seize points au retour. En coupe de Tunisie, son équipe est éliminée en demi-finale contre l'Étoile sportive de Radès (67-56).
Le 15 mai 2017, il renforce l'équipe du Poitiers Basket 86 pour jouer le dernier match de la saison régulière et tenter en vain de qualifier pour les play-offs du championnat Pro B.
Lors de la saison Pro B 2017-2018, il prend la quinzième place de la saison régulière et conserve sa place en championnat Pro B avec l'Union Jeanne d'Arc Phalange Quimper, mais se qualifie pas pour le play-off du championnat.
Le 1er mai 2019, il remporte le championnat 2018-2019 avec l'Union sportive monastirienne contre l'Étoile sportive de Radès en quatre matchs (75-64/78-88 à Radès et 80-77/79-73 à Monastir). Le 11 mai 2019, il perd la finale de la coupe de Tunisie contre l'Étoile sportive de Radès (76-68) à la salle omnisports de Radès ; il marque six points à l'occasion de ce match.
Le 21 mai 2019, il renforce pour la deuxième fois l'équipe du Poitiers Basket 86. Au dernier match de la saison régulière, son équipe bat le BC Gries Oberhoffen (90-79) et se qualifie pour le play-offs de Pro B. En play-offs, son équipe est toutefois éliminée en quarts de finale contre l'Orléans Loiret Basket (81-67 à Orléans et 64-74 à Poitiers).
En août 2019, il rejoint le Clube Ferroviário da Beira pour la qualification de la BAL.
Le 14 septembre 2019, il signe au Rosa Radom au Championnat de Pologne. Le 16 novembre 2019 il quitte l'équipe de Rosa Radom après huit matchs de la saison.
Le 19 novembre 2019 il renforce pour la troisième fois l'équipe du Poitiers Basket 86.
Le 20 novembre 2020, il rejoint Ezzahra Sports (EZS). Le 12 décembre 2020, il remporte la coupe de la Fédération 2020 avec Ezzahra Sports, après avoir battu la Jeunesse sportive d'El Menzah durant son première match pour l'EZS (71-43) en demi-finale et le Stade nabeulien en finale (69-68 a.p.) à la salle de Bir Challouf à Nabeul ; il marque neuf points à l'occasion de ce match. Après une demi-saison il quitte Ezzahra Sports le 15 mars 2021 durant le mercato hivernal, il a joué treize matchs (once au championnat et deux au Coupe de la Fédération) et inscrit deux Double-double.
Le 20 avril 2021 il signe pour le reste de la saison 2020-2021 avec l'Abeille des Aydes Blois Basket. Le 15 mai 2021 il quitte l'ADA Blois après six matchs.
En septembre 2021, il rejoint le Stade olympique maritime boulonnais évoluant en Ligue 3 française.
En novembre 2022, il renforce le Stade malien durant la qualification pour la ligue africaine de basket-ball (Basketball Africa League, BAL), il quitte l'équipe en février 2023.
Le 29 août 2023, il rejoint le club bosnien Hrvatski Košarkaški Klub Posušje.
Le 1er novembre 2023, il signe avec la Jeunesse sportive d'El Menzah pour la saison 2023-2024.
Durant la coupe de la Fédération 2023, son équipe est éliminée en demi-finale par la Jeunesse sportive kairouanaise en trois matchs (72-52/70-58 à Kairouan et 73-55 à El Menzah). Il quitte l'équipe au début de mai 2024.
En janvier 2025, il renforce l'Étoile sportive de Radès pour la phase du play-out. Il quitte l'ESR après deux matchs.
À l'été 2025, il rejoint le club Beyssac Beaupuy Marmande évoluant en Ligue 4 française.

## Clubs
- 2008-2009 : Frederick CC Cougars (université)
- 2009-2012 : Claflin Phanters (université)
- 2012-2013 : Juventud Ameghino (Ligue regionale)
- 2013-2014 : Stade nabeulien (Ligue 1)
- 2014 (1 mois) : Garra Cañera de Navolato (Ligue regionale)
- 2014-2015 : Stade nabeulien (Ligue 1)
- 2016 (4 mois) : Union sportive monastirienne (Ligue 1)
- 2016 (3 mois) : Al-Ansar (Arabie saoudite) (SBL 1)
- 2017 (4 mois) : Étoile sportive du Sahel (Ligue 1)
- 2017 (1 mois) : Poitiers Basket 86 (Pro B)
- 2017-2018 : Union Jeanne d'Arc Phalange Quimper (Pro B)
- 2018 (6 mois) : Imortal BC Albufeira (LPB 1)
- 2019 (4 mois) : Union sportive monastirienne (Ligue 1)
- 2019 (1 mois) : Poitiers Basket 86 (Pro B)
- 2019 (1 mois) : Clube Ferroviário da Beira (Division 1)
- 2019 (2 mois) : Rosa Radom (EBL 1)
- 2019-2020 : Poitiers Basket 86 (Pro B)
- 2020-2021 : Ezzahra Sports (Ligue 1)
- 2021 : Abeille des Aydes Blois Basket (Pro B)
- 2021-2022 : Stade olympique maritime boulonnais (NM1)
- 2022-2023 : Stade malien (Ligue 1)
- 2023 (1 mois) : Hrvatski Košarkaški Klub Posušje (Super Liga 1)
- 2023-2024 : Jeunesse sportive d'El Menzah (Ligue 1)
- 2025 (1 mois) : Étoile sportive de Radès (Ligue 1)
- depuis 2025 : Beyssac Beaupuy Marmande (NM2)

## Palmarès
- Champion de Tunisie : 2019
- Coupe de la Fédération tunisienne : 2020